# Андерссон, Дан
Дан (Даниель) Андерсон (швед. Daniel ”Dan” Andersson, 6 апреля 1888, Скаттлёсберг, Коппарсберг, Швеция — 16 сентября 1920, Стокгольм) — шведский писатель
, поэт и композитор.

## Биография
Родился в семье сельских учителей. Предки отца были финскими переселенцами. В возрасте пяти лет научился читать, а в восьмилетнем, имея скрипку, — самостоятельно научился играть на ней, изучал английский язык. В 1902 году побывал в Соединенных Штатах, куда семья хотела эмигрировать в поисках работы и средств существования. Условия для семьи в США оказались ненамного лучше, чем на родине, после чего он вернулся в Швецию. В этот период им написан ряд рассказов и стихов.
В 1914—1915 годах обучался в высшей народной школе. С этого времени стал активно заниматься литературным творчеством, автор стихов и песен о родном крае, которые пользуются популярностью у шведов и поются почти век спустя (наиболее известные из них: «Моей сестре» и «Моряк Иенсен»).
В 1917—1918 г. сотрудничал в социал-демократической газетой «Ny Tid» в Гётеборге, занимался переводами произведений Редьярда Киплинга и Шарля Бодлера на шведский язык. Несмотря на простоту воспитания, Андерсон был очень образованным и музыкальным человеком, играл на скрипке и аккордеоне.
Умер 16 сентября 1920 года в стокгольмской гостинице «Hellman», где остановился после приезда в столицу в поисках новой работы.
Сотрудники гостиницы накануне обработали номер от клопов синильной кислотой и тщательно не убрали его. В результате отравления Андерссон скончался.
Похоронен в г. Лудвика.

## Творчество
Дан Андерссон — один из первых представителей пролетарской литературы в Швеции. В сборниках рассказов «Истории угольщика» (1914), «Это называется суеверие» (1916), в автобиографической дилогии «Трое бездомных» (1918) и «Наследие Давида Рамм» (1919), сборниках стихов «Песня угольного сторожа» (1915) и «Черные баллады» (1917) показал жизнь простого народа, пролетариев.
Часть произведений Андерссона проникнута религиозно-философскими мотивами, мистицизмом, натурализмом и поисками Бога.

## Избранная библиография
- Kolarhistorier (1914)
- Kolvaktarens visor (1915)
- Det kallas vidskepelse (1916)
- Svarta ballader (1917)
- De tre hemlösa (1918)
- David Ramms arv (1919)
- Chi-mo-ka-ma. Berättelser från norra Amerika (1920)
- Efterlämnade dikter (1922)

## Память

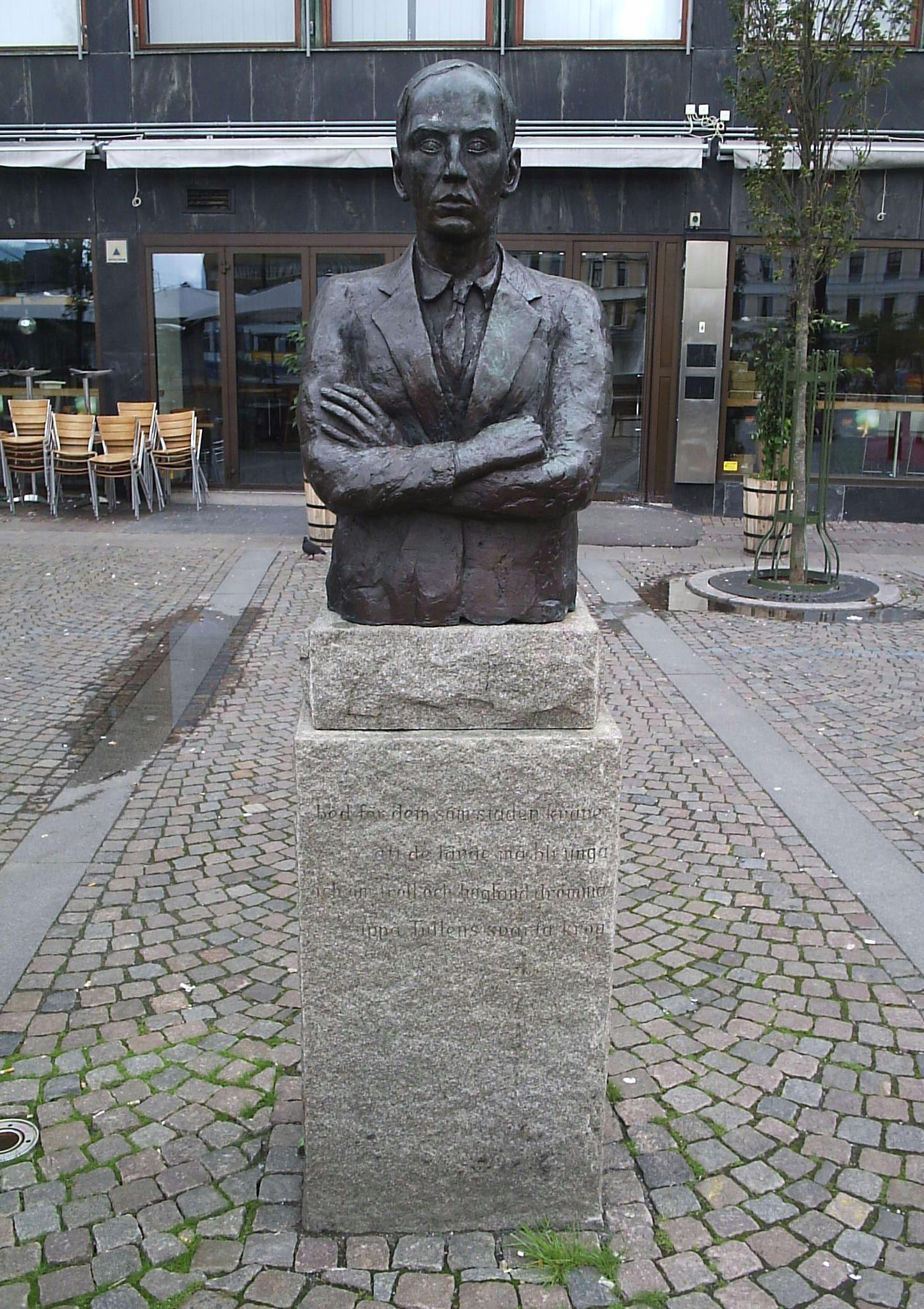
Памятник Дану Андерссону в Гётеборге

- В 1988 году Почта Швеции выпустила две почтовые марки в честь столетнего юбилея со дня рождения Дана Андерссона.
- В Гётеборге установлен памятник Андерссона.
- В родном г. Людвика открыт мемориальный музей поэта и писателя Дана Андерссона, там есть его памятник.